# بار لي بيزانسي
بار لي بيزانسي  هي بلدية فرنسية تقع في إقليم الأردين في منطقة غراند إيست. 